# Esferólito

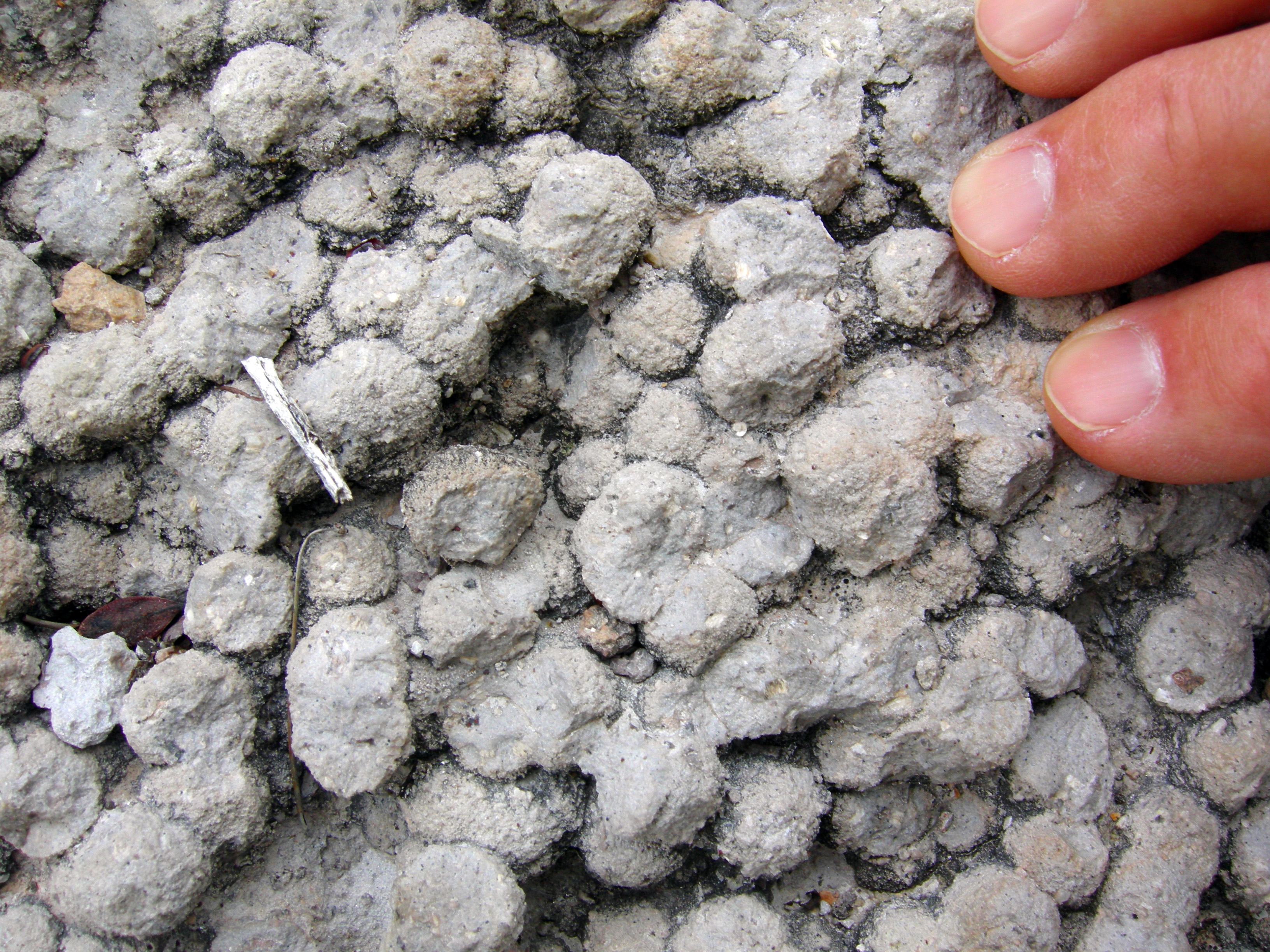
Esferólitos em cinzas vulcânicas riolíticas (Hailstone Trail, Echo Canyon, Montanhas Chiricahua, Arizona).

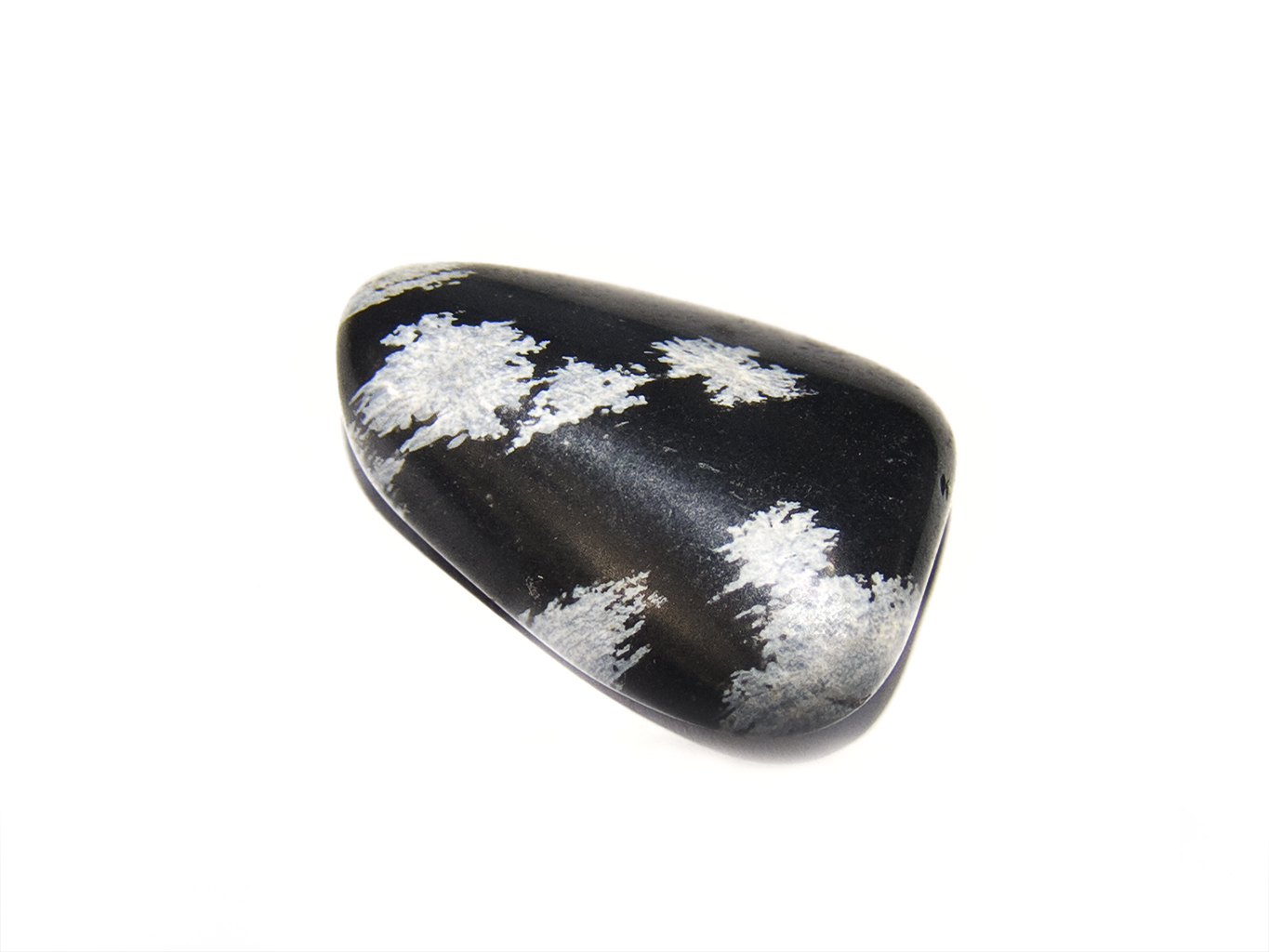
Esferólitos visíveis num objecto de obsidiana floco de neve.

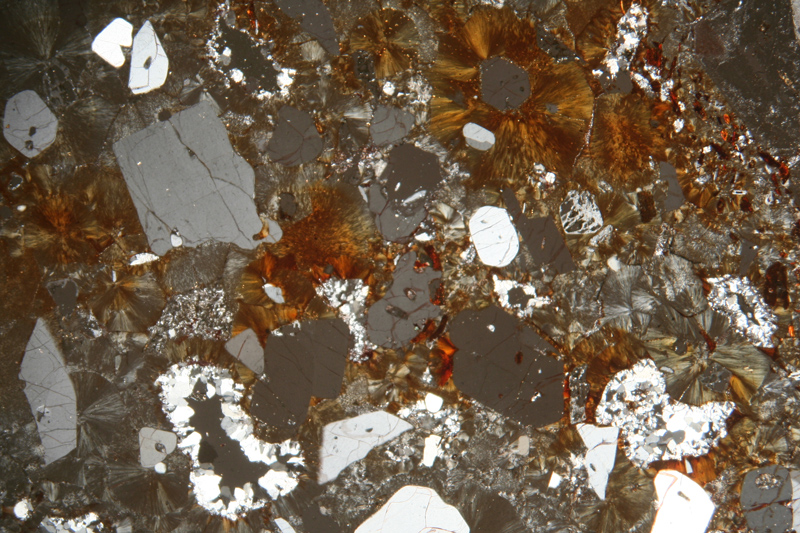
Fotomicrografia de um riolito mostrando a textura esferulítica (acastanhada, entre os cristais cinzentos e esbranquiçados).

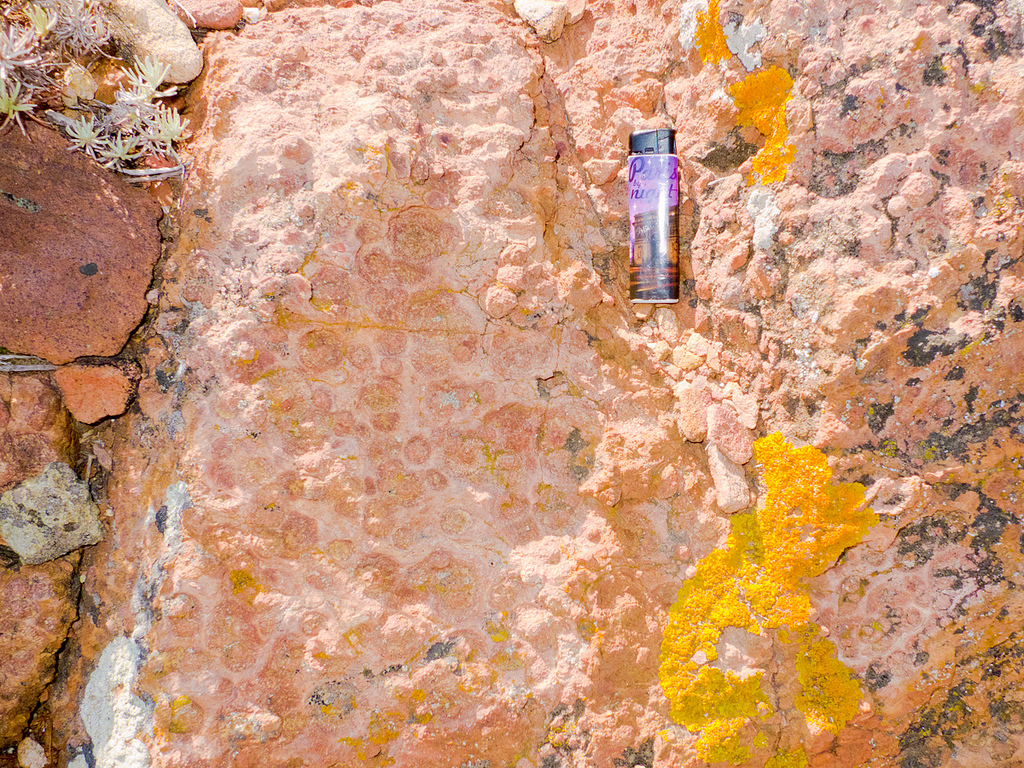
Esferólitos rosados numa massa de riolito de grão fino.

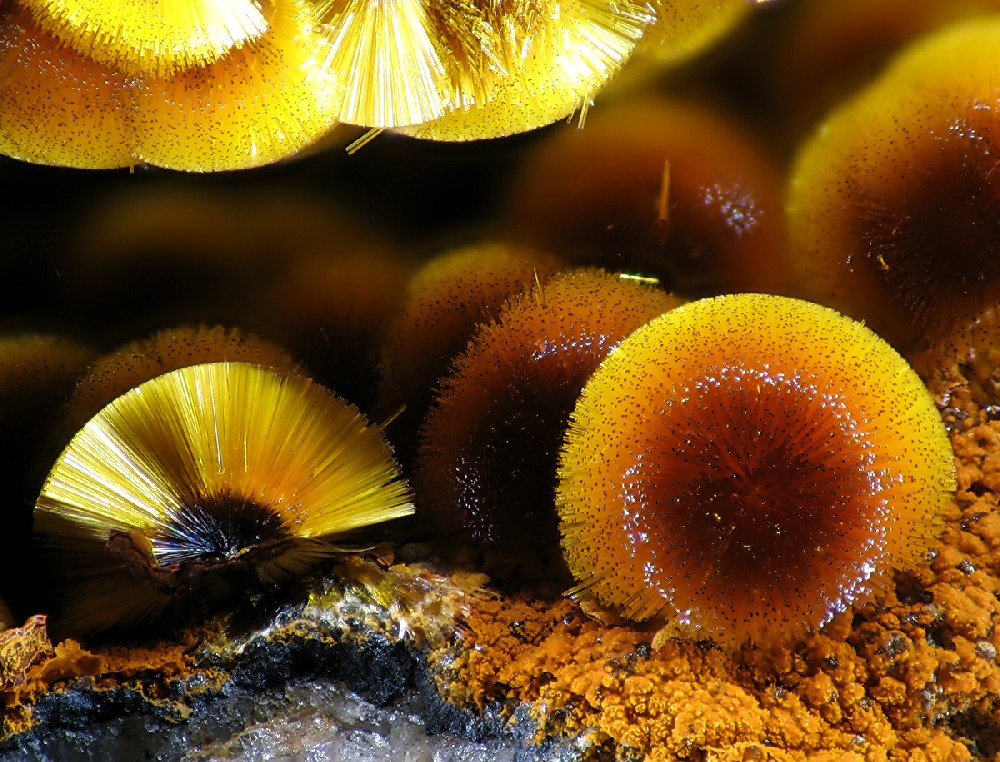
Agregados esferoidais de cristais de cacoxenite com estrutura radial bem visível.

Esferólito (grego: sphaira; "bola" + lithos; "pedra"), por vezes esferulite ou radiólito, é a designação dada em petrologia, mineralogia e geoquímica a pequenas regiões cristalinas (cristalitos), geralmente de forma esferoidal, dispersas como inclusões no material amorfo das rochas ígneas vítreas. Resultam do crescimento tridimensional de cristais que se alongaram em todas as direcções, produzindo estruturas quase esféricas. Quando examinadas à lupa apresentam uma estrutura fibrosa que irradia do centro da estrutura. O tamanho dos esferólitos (se > 20 cm são considerados mega-esferólitos) depende da velocidade de arrefecimento, sendo que um arrefecimento lento, favorecendo a cristalização, produz esferólitos maiores. Os esferólitos são frequentemente visíveis nas amostras de obsidiana, retinite e riolito, e por vezes em pórfiros, como glóbulos do tamanho de grãos de arroz, com brilho baço que os diferencia da base vítrea da rocha.

## Estrutura e ocorrência
Quando observados ao microscópio, os esferólitos apresentam contorno tendencialmente circular e são compostas de finas fibras cristalinas divergentes, o que é confirmado utilizando luz polarizada. Quando examinados entre prismas de Nicol cruzados aparece uma cruz negra no esferólito, com eixos geralmente perpendiculares entre si e paralelos às linhas de mira, tendo entre os braços negros quatro sectores brilhantes. Quando o campo do microscópio é rodado, a cruz permanece estável.
As características ópticas trás referidas mostram que o esferólito consiste em feixes radiais de fibras com dupla refracção e com coeficiente de extinção linear. Os braços negros correspondem às fibras que são opticamente extintas. O agregado apresenta uma granulometria demasiado fina para que utilizando microscopia de luz visível se possa determinar directamente quais os minerais que compõem as fibras.
Os esferólitos ocorrem com maior frequência em rochas vítreas ricas em sílica, em especial em vidros vulcânicos do grupo das obsidianas e outros vulcanitos. Em alguns casos os esferólitos compõem a quase totalidade da massa rochosa, o que é comum nos pórfiros, mas são muito mais frequentes os casos em que os esferólitos ocorrem como pequenas incrustações cristalinas rodeadas pela massa vítrea ou felsítica da rocha.
Quando ocorre a desvitrificação da obsidiana, os esferólitos continuam discerníveis no seio do material resultante, apesar de poderem ficar mais ou menos recristalizados ou silicificados.
No centro do esferólito pode estar um cristal, frequentemente de quartzo ou de um feldspato, ou por vezes uma cavidade não preenchida. Estas singularidades na massa vítrea funcionam como semente de cristalização a partir da qual o esferólito se desenvolve como um cristalito. Em consequência, quando observados à lupa, os esferólitos são massas cristalinas de mineral constituídas por múltiplas fibras de cristal que forma uma estrutura radial centrada na região onde ocorreu a nucleação.
Entre os minerais que ocorrem nestas estruturas inclui-se, para além dos minerais típicos da cristalização a elevadas temperaturas que ocorrem nas rochas vulcânicas, um grupo de minerais constituídos por cristais de crescimento na maior parte livre, criando por isso estruturas esferoidais. Neste caso os minerais mais frequentes são a cacoxenite, mesolite, natrolite e escolecite. O mineral wavellite ocorre frequentemente como agregados globulares. A cristobalite, uma modificação do quartzo, é conhecida principalmente sob a forma de estruturas esféricas brancas incrustadas em obsidiana, dando origem às obsidianas floco-de-neve.
Ocasionalmente os esferólitos apresentam zonas de diferente coloração e, apesar de serem mais frequentemente esferoidais, podem apresentar formas poligonais ou irregulares. Entre as formas irregulares, recebem o nome de «axiólitos» aqueles que apresentam formas longas, elípticas ou em forma de banda. Alguns riolitos das Nova Zelândia apresentam esferólitos com uma estrutura ramificada e fina estendendo-se a partir do centro, sendo designados como «esferólitos cervicórnicos» dada a sua semelhança em perfil com os cornos dos cervos.
Nos granófiros, os cristais de quartzo e feldspato podem cristalizar em complexas formas de intercrescimento, assumindo formas geométricas suficientemente desenvolvidas que podem ser facilmente distinguíveis por meio de um microscópio óptico. Muitas vezes, o quartzo ou o feldspato da zona de intercrescimento extingue-se simultaneamente num cristal de qualquer um destes minerais situado no centro do agregado. Estes intercrescimentos cristalizam a partir de uma massa fundida e não por desvitrificação ou recristalização no estado sólido.

## Megaesferólitos
Ocasionalmente são encontrados esferólitos que atingem vários centímetros de diâmetro e, mais raramente, até dois ou três metros de diâmetro. Os esferólitos que atingem mais de 20 cm de diâmetro, são designados por mega-esferólitos. 
Perto de Silver Cliff, Colorado, foram encontrados mega-esferólitos que variam em diâmetro dos 0,3 aos 4,3 metros de diâmetro. Ocorrem no interior de uma espessa camada de riolito vitrofírico.
Mega-esferólitos com até 0,91 metros de diâmetro ocorrem no interior de camadas de riolito expostas em Steens Mountain, Oregon. Mega-esferólitos com até 1,83 metros de diâmetro ocorrem em camadas de tufos soldados expostos perto de Klondyke, Arizona.
A ocorrência mais conhecido de mega-esferólitos são as grandes bolas de pedra, com diâmetros que variam de 0,61 a 3,35 metros, encontradas em torno do Cerro Piedras Bola na Sierra de Ameca entre Ahualulco de Mercado e Ameca, (Jalisco). Como acontece com esferólitos consideravelmente menores, estes mega-esferólitos foram expostos pela acção da meteorização de tufos formados por fluxos de cinzas vulcânicas, no interior das quais originalmente se formaram, para criar bolas de pedra natural.

## Litofises
Esferólitos cavernosos de grandes dimensões são designados por litofises. Este tipo de estruturas foram encontradas como incrustações em obsidianas de Lipari e do Parque Nacional de Yellowstone, entre outros lugares.
A estrutura fibrosa radial característica destes cristalitos é geralmente visível a olho nu, mas as fibras são geralmente interrompidos por cavidades, as quais são muitas vezes dispostos de modo a dar ao esferólito uma vaga semelhança com um botão de rosa com pétalas dobradas separadas por espaços intermédios arqueados. Algumas destas litofises apresentam vários centímetros de diâmetro.
A análise mineralógica das litofises revelou que em geral contêm tridimite, faialite e outros minerais precipitados a partir da fase de vapor que ocupou as cavidades. As fibras destes esferólitos grosseiras são maioritariamente constituídas por feldspatos alcalinos (sanidina e anortoclase) e tridimite.

## Variolites
Outro grupo de incrustações fibrosas radiais, que se assemelham a esferólitos em muitos aspectos, é composto por minúsculos cristais plumosos que se projectam a partir de um centro irradiador através da massa vítrea ou de grão fino da rocha em cujo interior se formaram. Estas estruturas recebem a designação de variolites e são em geral constituídas por cristais de feldspato de cadeia linear ou por cristais plumosos (geralmente de plagioclase). Formam esferólitos de cor pálida com 1-2 cm de diâmetro.
As mesmas rochas em que ocorrem as variolites muitas vezes contêm agregados semelhantes, mas formados por cristais de augite, também de estrutura plumosa. Muitas rochas vulcânicas apresentam pequenas massas de cristais, em forma de um minúsculo ripado divergente a partir e um centro comum, constituídas por feldspatos ou augite.

## Vidros e polímeros artificiais
Estruturas globulares cristalinas em tudo semelhantes aos esferólitos naturais formam-se durante o arrefecimento de materiais artificias como o vidro ou os polímeros utilizados na produção de plásticos.
O vidro artificial por vezes cristaliza e contém esferólitos que podem ser tão grandes como um berlinde. Como o vidro comum tem pouca semelhança em termos de composição química com as obsidianas vulcânicas, estas esferólitos quando analisados apresentam pouca relação com a natureza mineral dos esferólitos encontrados em rochas. Mostram, no entanto, que em vidros viscosos semi-sólidos nas proximidades do seu ponto de fusão a cristalização tende a ocorrer a partir de nucleação em determinados centros e a progredir radialmente a partir deles, produzindo estruturas esferolíticas.
Muitos sais e algumas substâncias orgânicas, incluindo as utilizadas na produção de polímeros industriais, apresentam a mesma tendência, produzindo estruturas de cristalização esferollítica quando derretidos e arrefecidos rapidamente sobre uma lâmina de microscópio.